# Pernilla Lindberg
Lina Elisabeth Pernilla Lindberg, numera gift Bruno, född 13 maj 1980 i Veberöds församling i dåvarande Malmöhus län, var KFUK-KFUMs scoutförbunds förbundsordförande mellan 2005 och 2008.
Hon har lokalt varit aktiv som kårledare och miniorledare i Veberöds KFUK-KFUM scoutkår och inom nämnda scoutförbunds riksroverscoutkommitté (ROKO). Under hennes ordförandetid har KFUK-KFUM:s scoutförbund arbetat aktivt med att skapa en strategi för hela den svenska scoutrörelsen för att utveckla scouting fram till 2015, kallad "Färdplan för framtiden". Efter arbetet inom förbundsledningen deltog Pernilla i arbetet med Världsscoutjamboreen 2011, som medlem i Jamboree Executive Team (planeringsfasen) och Jamboree Management Team (under själva lägret).